# Britannicus (film 1912)
Britannicus è un cortometraggio muto del 1912 diretto da Camille de Morlhon. Il regista firma anche la sceneggiatura, adattamento cinematografico della tragedia di Jean Racine.

## Produzione
Il film fu prodotto dalla Pathé Frères.

## Distribuzione
Distribuito dalla Pathé Frères, uscì nelle sale cinematografiche francesi nel 1912. Negli Stati Uniti, conosciuto con il titolo Nero and Britannicus, uscì nell'agosto 1913 distribuito dall'Eclectic Film Company.